# Cynisca leucura
Cynisca leucura — вид плазунів з родини амфісбенових (Amphisbaenidae). Мешкає в Західній і Центральній Африці.

## Опис
Cynisca leucura — відносно невелика, круглоголова амфісбена, довжина якої становить 250 мм.

## Поширення і екологія
Cynisca leucura мешкають в Кот-д'Івуарі, Буркіна-Фасо, Малі, Гані, Того, Беніні, Нігерії, Камеруні, ЦАР і Чаді. Вони живуть в сухих і вологих саванах та у вологих тропічних лісах, трапляються на плантаціях. Зустрічаються на висоті до 500 м над рівнем моря.